# Plantae Veronenses
Plantae Veronenses (abreviado Pl. Veron.) es un libro con ilustraciones y descripciones botánicas que fue escrito por el botánico, y epigrafista francés Jean-François Séguier y publicado en Verona en 3 volúmenes en los años 1745 - 1754, con el nombre de Plantae Veronenses, seu Stirpium quae in Agro Veronensi Reperiuntur Methodica Synopsis.